# VfK 1901 Berlin
Der Verein für Körperkultur 1901 ist ein Sportverein aus Berlin-Charlottenburg. Das Vereinsgelände befindet sich im Eichkamp im Maikäferpfad 36. Der VfK 1901 Berlin ist aktuell vor allem durch seine Erfolge im Faustball und das bis 2017 organisierte Rasentennisturnier bekannt.

## Sportarten/Abteilungen

### Aktuelle Abteilungen
- Faustball
- Tennis
- Prellball
- Speckbrett (Bambi-Tennis)
- Tischtennis
- Eltern-Kind-Turnen
- Freizeit & Erholung
- Schule & Sport

### Ehemalige Abteilungen
- Luftbad
- Hockey
- Leichtathletik
- Ski
- Handball
- Lacrosse
- Gymnastik

## Geschichte

### Die Gründerjahre 1901–1933
Gegründet wurde der Verein im Jahr 1901 unter dem Namen Deutscher Verein für intelligente Leibeszucht. Die Heimat des Vereins war das kurz zuvor am 31. Mai 1901 eröffnete „Licht-Luft-Sportbad am Kurfürstendamm“ (Wilmersdorfer Str. 78). 1905 wurde der Verein in Verein für Körperkultur 1901 Berlin umbenannt.
Nach dem Ersten Weltkrieg wurden zahlreiche neue Sportarten, wie Hockey, Leichtathletik, Handball (alle ab 1924), Tischtennis (1929) und eine Skiabteilung (1927) angeboten. Neben dem altbekannten und beliebten Faustballspiel nahm in dieser Zeit auch ein neues Spiel namens Tamburin (Scheibe mit einer Kalbsfellbespannung, mit der ein Gummiball über eine Schnur geschlagen wurde) seinen Anfang. Dieses Spiel wurde in der Fortentwicklung zum heutigen Bambi-Tennis bzw. Speckbrettspiel. Besonders im Mittelpunkt standen jedoch in den 1920er und 1930er Jahren Handball und Leichtathletik. Neben der Verdoppelung der Mitgliederzahl (1926: 390; 1931 über 800) und 25.000–30.000 Besuchern pro Jahr im Luftbad fanden als besondere Höhepunkte immer wieder Boxveranstaltungen mit Deutschen Amateur- und Profimeistern auf dem Vereinsgelände des VfK statt.

### Der VfK unterm Hakenkreuz 1933–1945
Obwohl die Mitgliederzahl schon im Jahr 1932 zurückging, wurde sie durch den schon am 17. Juni 1933 im VfK eingeführten „Arierparagraphen“ nochmals erheblich vermindert. Hatte es in den Vereinsmitteilungen vom April 1933 noch geheißen „Keine Politik in der Anlage“, weil der Vereinsfriede höher stehe, so wurde auf der Mitgliederversammlung am 17. Juni 1933 durch den 1. Vorsitzenden Rissmann die neue nationale Regierung Adolf Hitlers befürwortet. Der VfK trat dem „Reichsbund für Leibesübungen“ (ab 1939 „Nationalsozialistischer...“) bei.
Als vereinsinterne sportliche Höhepunkte dieser Zeit können der Sieg der Faustballfrauen beim Gaufest Brandenburg (einschließlich Berlin) 1937 und der viermalige Sieg der VfK-Frauen beim Staffellauf Potsdam–Berlin von 1938 bis 1941 gelten. Ansonsten bildeten, wie schon in den 1920er Jahren, vor allem Handball und Leichtathletik den Schwerpunkt der sportlichen Aktivitäten, aber auch Gymnastik und Skifahren waren sehr beliebt. Für besonderes Aufsehen auf dem VfK-Platz sorgte während der Olympischen Sommerspiele in Berlin 1936 die Leichtathletikmannschaft Kanadas, die hier ihre Trainingsstätte hatte. Dafür wurde das Gelände im Voraus grundlegend renoviert. Der finnischen Mannschaft war die 350 m lange Aschenbahn zu kurz, weshalb sie die Nutzung für ihr Training ablehnten.

### Neuanfang – Aufbau – Mauerbau 1945–1961
Der Neuanfang nach 1945 gestaltete sich in mehrerlei Hinsicht schwierig. Neben der Zerstörung des gesamten Vereinsgeländes mit Ausnahme der Sonnenhalle durch Brandbomben hatten die Alliierten 1945 sämtliche Vereine aufgelöst. Ab 1946 (offiziell ab April 1947) bestand jedoch immerhin die Möglichkeit, als Sportgruppe VfK im Sportamt Charlottenburg zu existieren, bis 1949 der VfK wieder ein regulärer Verein wurde. Grundlage dafür war die 1950 geänderte Satzung vom 19. November 1950, nach der der Verein Humanität und Völkerverständigung fördern und an der demokratischen Erneuerung des deutschen Volkes mitarbeiten wolle. Ansonsten standen die zweite Hälfte der 1940er und die 1950er Jahre ganz im Zeichen des Wiederaufbaus. Es fehlte an Material, Bällen, Geld usw.; nur an zu erledigender Arbeit fehlte es nicht. Sehr schnell wurde versucht, das Vereinsleben wieder in Schwung zu bringen. Bereits zum 50-jährigen Jubiläum 1951 konnte das Damenluftbad wiedereröffnet werden.
Im sportlichen Bereich übernahm das Faustballspiel die Funktion des Aushängeschildes des VfK. So konnten in den 1950er Jahren zahlreiche Berliner Meistertitel und Teilnahmen an Deutschen Meisterschaften verzeichnet werden. Die 1. Männermannschaft zählte zur nationalen Spitze, sie befand sich über das ganze Jahrzehnt hinweg immer unter den sechs besten Mannschaften der Deutschen Faustball-Meisterschaften. Andere Abteilungen wie Leichtathletik oder Ski kamen im Laufe der 1950er Jahre auch wieder in Schwung. Mit besonderen Materialproblemen hatten die Tamburinspieler zu kämpfen, da es keine Kalbsfelle gab, wurden Eigenkonstruktionen der verschiedensten Art aus Holz entwickelt. Wie eh und je gehörten das Luftbad und die Gymnastikabteilung zu zentralen Institutionen des Vereins. Bereits Mitte der 1950er Jahre wurde der Bau eines neuen Vereinsheimes geplant, das zum 60-jährigen Jubiläum als selbstgemachtes Geschenk eingeweiht werden konnte.

### Kontinuität in der geteilten Stadt 1961–1989
Die 1. Männermannschaft war weiterhin ständiger Teilnehmer an den Deutschen Meisterschaften. Dort reichte es jedoch meist nicht mehr zu ähnlichen Erfolgen wie in den 1950er Jahren. Neben dem Faustball wurde die 1961/62 neu gegründete Prellballabteilung zu einem neuen Aushängeschild des VfK. Bereits 1964 wurden die Männer 40 Deutscher Vizemeister, was 1968 auch den Männern 50 gelang. Nur ein Jahr später gewannen jene Männer 50 sogar den Deutschen Meistertitel. Nachdem die Faustballer Anfang der 1970er Jahre mit dem Deutschen Vizemeistertitel der 1. Männermannschaft 1971 (in der Halle) und die Männer 40 1971 und 1972 (auf dem Feld) noch einige Erfolge einheimsen konnten, wurden die DM-Teilnahmen weniger und zweimal konnte der Abstieg aus der bereits in den 60er Jahren eingeführten Bundesliga nicht vermieden werden. Im Prellball konnte der VfK zeitweise Bundesligamannschaften im Männerbereich (1971–1975 und 1979) und im Frauenbereich (1976–1979) aufweisen.
Neuen Schwung brachte die 1971 gegründete Bambi-Tennisabteilung, die, nachdem sie sich Hartplätze gebaut hatte, 1973 bis heute bestehende Kontakte nach Münster knüpfte und von dort die sogenannten Speckbretter importierte.  Die Faustballer der ersten Männermannschaft hatten sich Anfang der 1980er Jahre als „Fahrstuhlmannschaft“ erwiesen, bis sie von 1984 bis 1989 bei allen Aufstiegsspielen den Schritt in die erste Bundesliga knapp verpassten. Erst 1990 sollte der Aufstieg wieder gelingen, allerdings war man in der Zeit davor immer mit zwei Teams in der Regional- bzw. 2. Bundesliga oben in der Tabelle vertreten. Bei den AK-Mannschaften sorgten vor allem die Männer 50 mit ihrem Deutschen Meistertitel 1982 und ihrem Turnfestsieg 1983 für Erfolge.
Obwohl die Prellballer nahezu ständig bei Frauen (bis 1985) und Männern in der Regional- bzw. 2. Bundesliga vertreten waren, sorgten vor allem die AK-Mannschaften mit DM-Teilnahmen für Erfolge. Besonders die Männer 30 der Prellballer waren von 1981 bis 1985 immer unter den Top 4 und 1981 Deutscher Meister. Einen weiteren Deutschen Meistertitel konnten die Männer 40 1989 erringen.

### Der VfK heute
In den 1990er Jahren waren die Faustballmänner nur sporadisch in der 1. Bundesliga vertreten. Bei den zahlreichen jetzt „gesamtdeutschen“ Meisterschaftsteilnahmen dieser Abteilung konnte die Männer 30 Mannschaft mit den DM-Titeln 1995 und 2003 und den Vizemeisterschaften 1999 und 2002 die größten Erfolge einfahren. Ebenfalls ein Vizemeistertitel erreichten die Männer 50 im Jahr 2000.
Bei den Prellballern wurden die 40er nach 1989 auch 1990 Deutscher Meister und 1991 Vizemeister. Die Erfolgsserie setzte sich bei den 50ern mit den Deutschen Meistertiteln 1994 und 1999 fort.
Um die Nutzung des Sportplatzes im eigenen Sinne zu lenken, wurden zeitweise neben den Jugendlichen der Eishockey-Preussen die Baseballer der SG Rupenhorn aufgenommen. Durch die Aufnahme der Sportart Lacrosse im Jahr 1996 in den VfK erweiterte der Verein sein eigenes Angebot und damit auch sein Nutzungsbedürfnis. Nach etlichen Deutschen Vizemeistertiteln konnten die Frauen 1998 erstmals Deutscher Meister werden. 1999 zogen auch die Männer nach und die Frauen verteidigten ihren Titel. Die vom VfK ausgerichtete Deutsche Meisterschaft M 2000 brachte erneut den Titel für die Damen und Herren.
Im Jahr 2005 wurde die Abteilung „Freizeit & Erholung“ gegründet, die verschiedene sportliche Aktivitäten anbietet.
Die Auflösung der Lacrosse- und Gymnastikabteilung in den Jahren 2006 und 2007, wurde durch die Neugründung der Tennisabteilung im Jahr 2008 aufgefangen, die heute die größte Abteilung des Vereins bildet. Im gleichen Jahr startete auch das alljährlich stattfindende Rasentennisturnier, das bereits im zweiten Jahr Ranglistenstatus erhielt.
Unter den vielen herausragenden Leistungen der Sportler im VfK in den letzten Jahren sind vor allem der deutsche Meistertitel der Faustballmänner im Jahr 2009 sowie die Vizemeisterschaften 2010, 2012, 2013 und 2014 hervorzuheben. 2012 (Feld) und 2014 (Feld + Halle) wurden die Männer 35 Deutscher Meister.
Im Jahr 2010 wurde vom VfK der Faustball Europacup der Männer und im Jahr 2012 der Faustball Europacup der Frauen und der IFA-Cup der Männer ausgetragen.
Im August 2011 wurden die Spieler der 1. Männermannschaft Sascha Ball und Lukas Schubert mit dem deutschen Nationalteam Weltmeister. Im Jahre 2013 gewann Lukas Schubert zudem mit der Nationalmannschaft die World Games in Cali, Kolumbien.